# Jaroslav Hájíček
Jaroslav Hájíček (25. srpna 1899, Hosty – 21. března 1978, Praha) byl československý voják, zpravodajský důstojník a příslušník protinacistického odboje.

## Život

### Mládí
Narodil se 25. srpna 1899 v obci Hosty v okrese Týn nad Vltavou. Po získání základního vzdělání vystudoval vyšší reálné gymnázium v Nymburce, které v roce 1917 zakončil maturitou. 20. července 1917 byl jako jednoroční dobrovolník prezentován u pěšího pluku v Budapešti, odkud se přes Székesfehérvár dostal v lednu 1918 na italskou frontu. Krátce nato onemocněl a do podzimu téhož roku se léčil v Pardubicích. Po vyhlášení Československa se 28. října 1918 přihlásil do vojenské služby v Nymburce.

### Vojenská kariéra

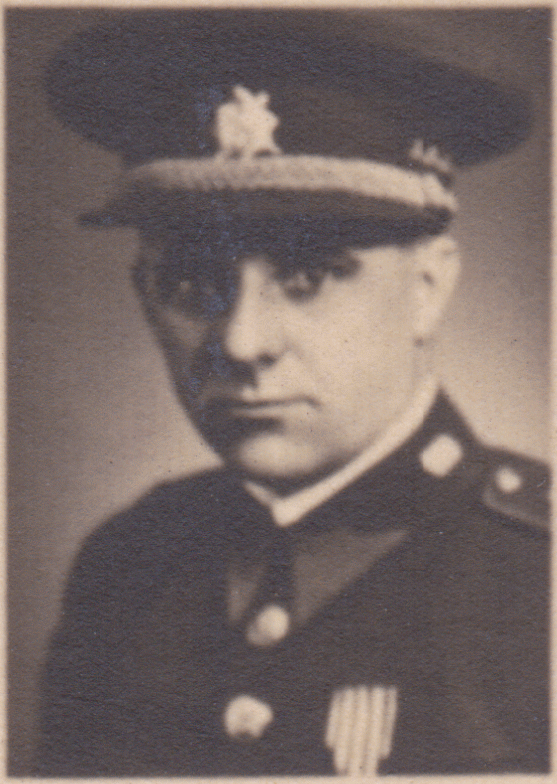
Jako kapitán na tablu absolventů Vysoké školy válečné v Praze (1931-1934)

S 2. československým dobrovolnickým plukem byl odeslán na Slovensko, kde se účastnil bojů s maďarskými jednotkami. Po rozpuštění útvaru v hodnosti podporučíka pěchoty sloužil postupně v Prešově, Popradu, Liptovském sv. Mikuláši a Levoči. Začátkem dubna 1921 byl již jako důstojník čs. armády převelen do Turnova a odtud do Heretníku. Po povýšení na poručíka absolvoval devítiměsíční kurz v Komárně. Poté byl odvelen do Bardejova. Po absolvování kurzu pěchotních pozorovatelů z letounů byl převelen do Milovic. V letech 1927 - 1937 sloužil v Milovicích v různých instruktorských funkcích. V tomto období také vystudoval Vysokou školu válečnou v Praze.
Od 31. ledna 1937 byl převelen k 2. oddělení hlavního štábu MNO. Nejprve působil v německé sekci a po povýšení na majora gšt. působil ve funkci přednosty maďarské sekce.

### Po okupaci
Po německé okupaci se podílel na vzniku Obrany národa a její zpravodajské sekce. Podařilo se mu z objektu Ministerstva národní obrany vynést šifrovací klíče a podílel se na navázání radiového spojení Protektorátu s Varšavou, Londýnem a Paříží, účastnil se odbojové činnosti v Petičním výboru Věrni zůstaneme a podílel se na vydávání ilegálního časopisu V boj. Na podzim roku 1939 odešel do zahraničí.
V Bělehradu se nejprve podílel na zřízení radiostanice pro spojení s domácím odbojem a poté až do července 1940 působil na předsunuté agenturní ústředně. Krátce se podílel i na usměrňování československých uprchlíků na francouzském konzulátu v Budapešti. V polovině července 1940 Bělehrad opustil a krátkém a neúspěšném vyjednávání v Istanbulu o zřízení radiostanice dorazil 17. září 1940 do Haify, kde byl u československé vojenské mise zařazen jako styčný a spojovací důstojník.
Od 1. března 1942 nastoupil jako velitel československé zpravodajské expozitury v Istanbulu. Pod jeho velením došlo ke zkvalitnění zpravodajské práce, k významnému rozšíření kurýrní sítě a navázání radiového spojení se Slovenskem. Od 1. října 1944 se stal velitelem Československé vojenské mise v Istanbulu a od 1. září 1945 československým vojenským atašé v Turecku.

### Po osvobození
Na začátku roku 1946 po návratu do Československa již v hodnosti podplukovníka generálního štábu byl opět zařazen k 2. oddělení HŠ a po půl roce převelen do Tábora, kde se na velitelství okruhu stal velitelem týlového zabezpečení.

### Po Únoru
Dne 25. února 1948 byl odeslán na zdravotní dovolenou a 1. listopadu byl v hodnosti plk. gšt. přeložen z politických důvodů do civilu. Dne 4. června 1949 byl zatčen a posléze odsouzen k 11 měsícům odnětí svobody za nedbalé uchování státního tajemství (v době války bylo při domovních prohlídkách nalezeno vyúčtování finančních nákladů čs. zpravodajské skupiny v Istanbulu). Trest si odpykal a po propuštění pracoval jako dopravní referent v potravinářském velkoobchodu. V květnu 1955 sice podepsal tajnou spolupráci s StB, ale po několika měsících spolupráci odmítl a tak byla ukončena. Podle některých tvrzení v té době spolupráci podepsalo zároveň několik dalších bývalých protinacistických odbojářů a mohlo se jednat o pokus o zpravodajskou hru proti StB.
Opětovně byl zatčen 2. června 1956. Obviněn byl z organizování letákové kampaně na podporu studentských požadavků přednesených na Majáles v květnu 1956. Dne 26. září 1956 byl shledán vinným z trestného činu sdružování proti republice a odsouzen ke 3 letům nepodmíněně.
V roce 1968 svědčil u rehabilitačního soudu s Heliodorem Píkou. Dne 2. června 1970 byl sám rehabilitován, ale až do své smrti byl sledován StB.
Byl ženatý.

## Vyznamenání
- 1918 - Československý válečný kříž 1914–1918 (list vyznamenaní a medaile přiloženy k prohlášení brig. gen. Čeňka Kudláčka o odbojové činnosti plk. Hájíčka, 23. prosince 1946; kříž má dcera)
- 1918 - Československý válečný kříž 1918 (tento mohl byt udělen za boje na hranicích s Maďarskem po 1. světové válce)
- ? - De Groo9te Oorlog tot de Beschaving 1914-1918 Belgická medaile vítězství 1914-1918 (ve vlastnictví dcery plk. Hájíčka)
- ? - Royal Order. Romanian star-Officer's Cross 1937-1944
- ? - Order of the Yugoslav Crown 1929-1941 (ve vlastnictví dcery plk. Hájíčka)
- ? - Royal order Romanian star-Officer cross 1937-1944 (ve vlastnictví dcery plk. Hájíčka)
- 1944 –  Československá medaile za zásluhy I. stupně
- 1945 –  Československý válečný kříž 1939
- ? - Čs. medaile Věrni zůstaneme 1939-1945 (ve vlastnictví dcery plk. Hájíčka)
- ? - Čs. medaile Za zásluhy (list vyznamenaní a medaili přiloženy k prohlášení brig. gen. Cenka Kudlacka)
- 1946 - Řád Slovenského narodneho povstania I. triedy (list vyznamenaní a medaili přiloženy k prohlášení brig. gen. Čeňka Kudláčka o odbojové činnosti plk. Hájíčka; kříž má dcera)
- 1946 - Pamětní medaile 3. střeleckého pluku Jana Žižky z Trocnova (list vyznamenaní a medaile přiloženy k prohlášení brig. gen. Čeňka Kudláčka o odbojové činnosti plk. Hájíčka kříž má dcera)
- ? - Order of the British Empire (Mily) (ve vlastnictví dcery plk. Hájíčka)
- 1947 - l'Ordre de l'Etoile Nooire (dopis francouzského velvyslanectví z 13. června 1947 o rozhodnuti ministerstva o udělení radu z 14. února 1947)